# الكسندر جيمس أندرسون
الكسندر جيمس أندرسون هو محامي وسياسي كندي، ولد في 1 يوليو 1863 في كندا، وتوفي في 3 يونيو 1946. حزبياً، نشط في حزب كندا المحافظ. وقد انتخب عضو مجلس العموم الكندي.